# Tamina (dolce)
La tamina, chiamata anche tamena, taqnata o takneta (in arabo الطمينة‎?) o "torta di semola" è un antico dolce algerino composto da semola macinata e tostata, dorata ma non bruna, burro e miele fuso. Tipicamente viene decorata con cannella, pistacchio, mandorle o confetti.

## Descrizione
È una specialità di pasticceria, tradizionalmente servita in Algeria e Marocco in occasione di feste come il Mawlid Ennabawi echarif (una festa religiosa che commemora la nascita del profeta dell'Islam Maometto). Viene anche servita durante la celebrazione di un nascituro ma si può preparare in qualsiasi giorno dell'anno.
Esistono diverse varianti in base a come il dolce viene decorato. Principalmente ne abbiamo quattro diversi tipi tra cui "Tamina el Ghars/Maakra" nel sud, R'fiss Tmar nella zona di Oran, Kaabouche e Halwa smid/Tamina Beida. Le differenze regionali variano negli ingredienti, come datteri, acqua di rose, latte e miele, zenzero, cocco e chiodi di garofano. 
Una variante particolare è invece la "tamina (Rfiss Tousni)", la quale è fatto a partire da semola grigliata, burro e pasta di datteri (gharss). Viene spesso accompagnato con un buon tè algerino alla menta o un caffe latte. 
Questo piatto viene solitamente condivisa tra poche persone, poiché viene servita in piccoli piatti; si gusta al meglio quando è calda ed appena fatta. Questo dolce può essere servito anche con altra frutta secca come anacardi, noci e pistacchi.

## Ingredienti
- 500 grammi di semola (macinatura media)
- 250 g di burro fuso
- 250 g di miele
- 1 cucchiaio di acqua di fiori d'arancio (mazhar)
- Cannella in polvere (per la decorazione)
- Dragées, Pistacchio o Mandorle (per la decorazione finale)